# Bălți
Bălți (rusko Бельцы, ukrajinsko Бєльці, jidiško עלץ, poljsko Bielce) je mesto v Moldaviji. Mesto je s skoraj 150.000 prebivalci drugo največje po velikosti in gospodarskem pomenu, takoj za Kišinjevom. Glede na prebivalstvo pa je tretje najpomembnejše, za Kišinjevom in Tiraspolom. Mesto je sedež ene od petih moldavskih mestnih občin. Včasih mesto imenujejo tudi "severna prestolnica", saj je glavno industrijsko, kulturno in trgovinsko središče na severu države. Nahaja se 127 kilometrov severno od glavnega mesta Kišinjev, ob reki Răut, ki je pritok Dnestra. Mesto je del gričaste stepe.